# Конанихіна Анна Олександрівна
Конанихіна Анна Олександрівна (10 вересня 2004) — російська стрибунка у воду.
Учасниця Олімпійських Ігор 2020 року.
Чемпіонка Європи з водних видів спорту 2020 року.